# Митко Стојковски
Митко Стојковски (Битољ, 18. децембар 1972) бивши је македонски фудбалер. Играо је и за репрезентацију Македоније.

## Клупска каријера
Каријеру је започео у Пелистеру са којим је играо у другој југословенској лиги. Убрзо су запажене његове добре игре и 1991. године је прешао у београдску Црвену звезду која је те године освојила Куп шампиона. У клубу је играо четири сезоне и у том периоду са клубом освојио једно првенство СР Југославије и два национална купа. У легендарном 100. вечитом дербију против градског ривала Партизана, Стојковски је дао гол и проглашен је играчем утакмице.
Године 1995. Митко Стојковски потписује за шпански Реал Овиједо који је тада играо у Ла Лиги и у прве две сезоне је имао 63 наступа.
Након две године прелази у немачки Штутгарт са којим је 1998. играо у финалу Купа победника купова против енглеског Челсија.
Вратио се у Пелистер с којим је у сезони 2000./01. освојио македонски куп и исте сезоне је прекинуо фудбалску каријеру.

## Репрезентативна каријера
Стојковски је за Македонију дебитовао 1994. године, а до 2002. године одиграо је 29 утакмица и дао пет голова за националну селекцију.